# チェーレス
チェーレス（伊: Ceres）は、イタリア共和国ピエモンテ州トリノ県にある、人口約1,000人の基礎自治体（コムーネ）。

## 地理

### 位置・広がり

#### 隣接コムーネ
隣接するコムーネは以下の通り。
- アーラ・ディ・ストゥーラ
- カントーイラ
- キアランベルト
- グロスカヴァッロ、
- メッツェニーレ
- モナステーロ・ディ・ランツォ
- ペッシネット

## 行政

### 分離集落
チェーレスには、以下の分離集落（フラツィオーネ）がある。
- Almesio, Arveir, Balmassa, Bracchiello, Cernesio, Cesale, Chiamorio, Chiampernotto, Fè, Procaria, Vana, Vernetto, Voragno